# 近铁22600系电力动车组
近铁22600系电车（日语：／ kintetsu22600kei densha ?）是近畿日本铁道使用的一款标准轨的特别急行电力动车组。
本条目同时记述同系列窄轨16600系电力动车组。

## 概要

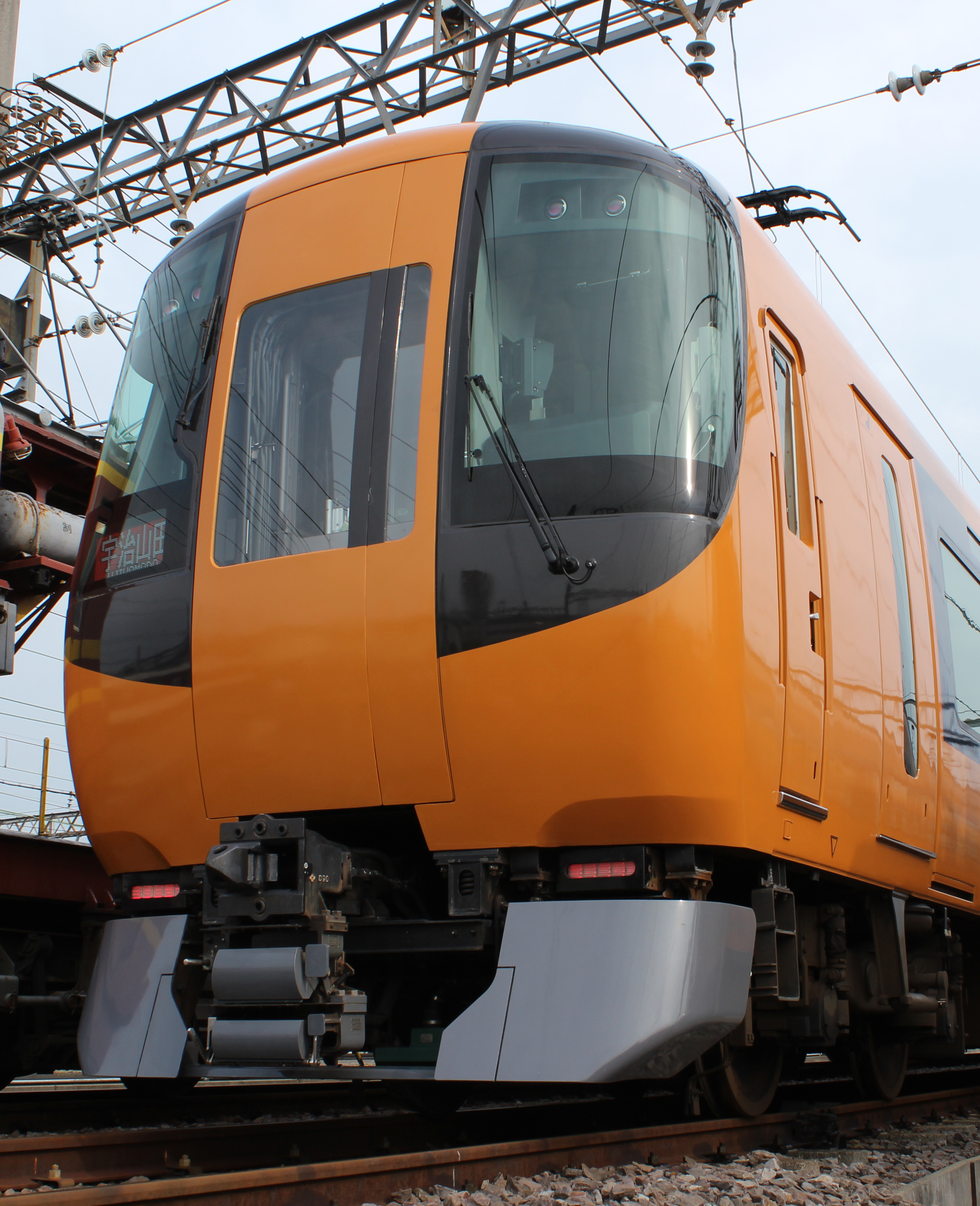
近铁22600系正面车头（摄于2014年2月）

22600系和16600系以更新改进近铁22000系和16400系电车为目标进行开发，开发定位为次时代通用特急电车。
22600系是有40年历史的旧系列12200系电车的後续车型，同时也是有17年历史的旧系列22000系电车的全面改良车型。内部设计和系统设计采用的是和21020系几乎相同的系列规格。此外，22600系也根据分烟化政策进行了座椅改进，在每一个座椅下设置了交流电源的插座。投入运行後，22600系和既有的标准轨特急电车共同运行。
16600系用于替换运行于阿部野桥站和吉野站间的既有窄轨电车吉野特急16000系。设计思路与22600系相同，但16600系仅以2节车厢运行。
22600系获得2010年度日本铁道友之会颁发的桂冠奖。

## 昵称
22600系昵称为“ACE”（エース），继承自22000系的昵称“ACE”（エー・シー・イー）和10400系，11400系的昵称“Ace Car”（エースカー）。

## 共通事项
22600系和16600系车头均为贯通形设计，正面为平缓曲面，顶面和侧面都为弯曲较大的圆形曲面。和22000系，16400系相比更加具有流线型。驾驶台和贯通门前面使用大型曲面玻璃。贯通门采用左右打开式的滑动门。
车身侧面采用紫外线切割制作的连续型车窗，车窗高度965mm，采用外部滑动式车门。
涂装采用近铁一直使用的橘色为主，车头正面为黑色涂装。
车头正面左右窗户上方各配有2台HID式前照灯。车长操控台下方设置有红白两色表示的LED显示板。在列车侧面的车门附近同时设有3色LED显示板，可显示“特急”，“全席指定”等字样。
通过标识灯和尾灯放置于车底和排障器之间。通过标识灯显示黄色，尾灯显示红色。

## 22600系

### 历史
22600系最初完成的是两辆编组的22651F，2009年1月9日清晨从近畿车辆搬送至高安检修中心。之後在大阪线进行了多次试运行。同年4月1日开始作为特急列车正式开行。
22600系在2008年共制造了2辆编成1列，4辆编成2列（共10辆），2009年追加导入22辆，用以替换12200系旧式电车。

### 配置
2018年4月1日至今，共有4辆编成2列和2辆编成12列共32辆在籍车辆。

### 编成
| 神戶・大阪・京都出发编成 名古屋出发编成 | ← 神户三宮・大阪難波・大阪上本町・京都方向 近铁奈良・橿原神宫前・天理站・賢島・鳥羽・宇治山田・近鉄名古屋方向→ ←賢島・鳥羽・宇治山田・近铁四日市・大和西大寺・平端方向 天理・湯之山温泉・近铁名古屋 方向→ | ← 神户三宮・大阪難波・大阪上本町・京都方向 近铁奈良・橿原神宫前・天理站・賢島・鳥羽・宇治山田・近鉄名古屋方向→ ←賢島・鳥羽・宇治山田・近铁四日市・大和西大寺・平端方向 天理・湯之山温泉・近铁名古屋 方向→ | ← 神户三宮・大阪難波・大阪上本町・京都方向 近铁奈良・橿原神宫前・天理站・賢島・鳥羽・宇治山田・近鉄名古屋方向→ ←賢島・鳥羽・宇治山田・近铁四日市・大和西大寺・平端方向 天理・湯之山温泉・近铁名古屋 方向→ | ← 神户三宮・大阪難波・大阪上本町・京都方向 近铁奈良・橿原神宫前・天理站・賢島・鳥羽・宇治山田・近鉄名古屋方向→ ←賢島・鳥羽・宇治山田・近铁四日市・大和西大寺・平端方向 天理・湯之山温泉・近铁名古屋 方向→ | ← 神户三宮・大阪難波・大阪上本町・京都方向 近铁奈良・橿原神宫前・天理站・賢島・鳥羽・宇治山田・近鉄名古屋方向→ ←賢島・鳥羽・宇治山田・近铁四日市・大和西大寺・平端方向 天理・湯之山温泉・近铁名古屋 方向→ | ← 神户三宮・大阪難波・大阪上本町・京都方向 近铁奈良・橿原神宫前・天理站・賢島・鳥羽・宇治山田・近鉄名古屋方向→ ←賢島・鳥羽・宇治山田・近铁四日市・大和西大寺・平端方向 天理・湯之山温泉・近铁名古屋 方向→ | ← 神户三宮・大阪難波・大阪上本町・京都方向 近铁奈良・橿原神宫前・天理站・賢島・鳥羽・宇治山田・近鉄名古屋方向→ ←賢島・鳥羽・宇治山田・近铁四日市・大和西大寺・平端方向 天理・湯之山温泉・近铁名古屋 方向→ | ← 神户三宮・大阪難波・大阪上本町・京都方向 近铁奈良・橿原神宫前・天理站・賢島・鳥羽・宇治山田・近鉄名古屋方向→ ←賢島・鳥羽・宇治山田・近铁四日市・大和西大寺・平端方向 天理・湯之山温泉・近铁名古屋 方向→ |
| 4辆固定编成                             | 形式 | モ22600形 (Mc) | サ22700形 (T) | モ22800形 (M) | ク22900形 (Tc) | | | |
| 4辆固定编成                             | 照片 | | | | | | | |
| 4辆固定编成                             | 搭載機器 | VVVF,＞ | CP,BT | VVVF,＞ | SIV（140kVA）,CP,BT | | | |
| 4辆固定编成                             | 自重 | 47.0t | 39.0t | 44.0t | 43.0t | | | |
| 4辆固定编成                             | 定員 | 56 | 54 | 56 | 40 | | | |
| 4辆固定编成                             | 車内設備 | | 洗面室・卫生间 轮椅对应設備 | 車内贩卖准备室 自動贩卖機 | 洗面室・卫生间 吸烟室 | | | |
| 2辆固定编成                             | 形式 | モ22600形 (Mc) | ク22900形 (Tc) | | | | | |
| 2辆固定编成                             | 照片 | | | | | | | |
| 2辆固定编成                             | 搭載機器 | ＞,VVVF,＞ | SIV（80kVA）,CP,BT | | | | | |
| 2辆固定编成                             | 自重 | 47.0t | 43.0t | | | | | |
| 2辆固定编成                             | 定員 | 56 | 40 | | | | | |
| 2辆固定编成                             | 車内設備 | | 洗面室・卫生间 吸烟室 | | | | | |

| \| 編组名稱 \| 車輛配置 \| 製造厂商 \| 備註 \| \| -------- \| -------- \| -------- \| ---------------- \| \| AF01 \| 高安 \| 近畿車輛 \| 阪神電鐵直通對應 \| \| AF02 \| 高安 \| 近畿車輛 \| 阪神電鐵直通對應 \| |          |          |                  |
| 編组名稱 | 車輛配置 | 製造厂商 | 備註             |
| AF01 | 高安     | 近畿車輛 | 阪神電鐵直通對應 |
| AF02 | 高安     | 近畿車輛 | 阪神電鐵直通對應 |

| \| 編组名稱 \| 車輛配置 \| 製造厂商 \| 備註 \| \| -------- \| -------- \| -------- \| -------------------- \| \| AT51 \| 東花園 \| 近畿車輛 \| 阪神電鐵直通對應 \| \| AT52 \| 東花園 \| 近畿車輛 \| 阪神電鐵直通對應 \| \| AT53 \| 西大寺 \| 近畿車輛 \| 僅限於近鐵區間內運行 \| \| AT54 \| 西大寺 \| 近畿車輛 \| 僅限於近鐵區間內運行 \| \| AT55 \| 西大寺 \| 近畿車輛 \| 僅限於近鐵區間內運行 \| \| AT56 \| 明星 \| 近畿車輛 \| 僅限於近鐵區間內運行 \| \| AT57 \| 明星 \| 近畿車輛 \| 僅限於近鐵區間內運行 \| \| AT58 \| 富吉 \| 近畿車輛 \| 僅限於近鐵區間內運行 \| \| AT59 \| 富吉 \| 近畿車輛 \| 僅限於近鐵區間內運行 \| \| AT60 \| 富吉 \| 近畿車輛 \| 僅限於近鐵區間內運行 \| \| AT61 \| 富吉 \| 近畿車輛 \| 僅限於近鐵區間內運行 \| \| AT62 \| 明星 \| 近畿車輛 \| 僅限於近鐵區間內運行 \| |          |          |                      |
| 編组名稱 | 車輛配置 | 製造厂商 | 備註                 |
| AT51 | 東花園   | 近畿車輛 | 阪神電鐵直通對應     |
| AT52 | 東花園   | 近畿車輛 | 阪神電鐵直通對應     |
| AT53 | 西大寺   | 近畿車輛 | 僅限於近鐵區間內運行 |
| AT54 | 西大寺   | 近畿車輛 | 僅限於近鐵區間內運行 |
| AT55 | 西大寺   | 近畿車輛 | 僅限於近鐵區間內運行 |
| AT56 | 明星     | 近畿車輛 | 僅限於近鐵區間內運行 |
| AT57 | 明星     | 近畿車輛 | 僅限於近鐵區間內運行 |
| AT58 | 富吉     | 近畿車輛 | 僅限於近鐵區間內運行 |
| AT59 | 富吉     | 近畿車輛 | 僅限於近鐵區間內運行 |
| AT60 | 富吉     | 近畿車輛 | 僅限於近鐵區間內運行 |
| AT61 | 富吉     | 近畿車輛 | 僅限於近鐵區間內運行 |
| AT62 | 明星     | 近畿車輛 | 僅限於近鐵區間內運行 |

### 改造

#### 涂装变更[5]
从2016年7月到2018年，近铁对所有22600系进行了车体涂装重置。旧系列涂装以橙色为主，深藍色为辅。新系列涂装变更为白色为主，橙色为辅的形式，车头正面两侧窗户上下侧的黑色涂装保持不变。

#### 阪神直通工程
2012年12月末22601编成(AF01)・22651编成(AT51)，2013年22652编成(AT52)，2月末22602编成(AF02)分别为了阪神线的直通运行进行了阪神用列車選別装置和阪神ATS的改造。
2014年3月22日首次开行至神户三宫站的团体临时电车，行駛區間：神户三宫站~賢島站。

#### 機電系統更新工程
由於營運初期VVVF起步加速音與21020系"Urban Liner Next"同款磁力音使用不敷。2013年起，於22601编成(AF01)的モ22600形、22602编成(AF02)以及22651编成(AT51)變更為與50000系"Shimakaze"同款磁力音，相關更新工程已於2014年初全數改裝完畢。

## 16600系
16600系2010年起制造了2辆编组2列，是16600形 (Mc) - ク16700形 (Tc)的两辆固定编成。

### 车体
车体采用和22600系相同的设计。16600形 (Mc)设置一扇车门，安装有吸烟室。16700形 (Tc)设置两扇车门，有残障人士轮椅座位和卫生间。

### 编成
| 項目＼運行区间 | ←大阪阿部野橋方向吉野方向→ | ←大阪阿部野橋方向吉野方向→ | ←大阪阿部野橋方向吉野方向→ | ←大阪阿部野橋方向吉野方向→ | ←大阪阿部野橋方向吉野方向→ | ←大阪阿部野橋方向吉野方向→ | ←大阪阿部野橋方向吉野方向→ | ←大阪阿部野橋方向吉野方向→ |
| 形式           | ク16700形 (Tc)             | モ16600形 (Mc)             |                            |                            |                            |                            |                            |                            |
| 搭載機器       | SIV,CP,BT                  | ＜,VVVF,＜                 |                            |                            |                            |                            |                            |                            |
| 自重           | 43.0t                      | 47.0t                      |                            |                            |                            |                            |                            |                            |
| 定員           | 42+1（轮椅对应席）         | 52                         |                            |                            |                            |                            |                            |                            |
| 車内設備       | 洗面室・卫生间 轮椅用設備  | 吸烟室                     |                            |                            |                            |                            |                            |                            |

### 历史
2010年5月6日起开始试运行，同年6月19日开始正式运行。2019年4月到现在，16600系配置于古市检车区。